# Alex Michelsen
Alex Michelsen (Laguna Hills, 25 agosto 2004) è un tennista statunitense.
Talento precoce, in singolare ha disputato tre finali nel circuito maggiore, vanta alcuni titoli nei circuiti minori e nel luglio 2025 ha raggiunto la 30ª posizione nel ranking ATP. Nei tornei del grande slam ha disputato gli ottavi di finale agli Australian Open 2025.
In doppio ha disputato due finali, tra cui quella al Masters 1000 di Cincinnati e raggiunto la 67ª posizione nel giugno 2025.
Nel 2025 ha esordito nella squadra statunitense di Coppa Davis. Tra gli juniores ha disputato due finali di doppio nei tornei del Grande Slam, vincendo quella al torneo di Wimbledon 2022, e si è spinto fino alla 25ª posizione nel ranking mondiale di categoria.

## Biografia
Nasce in una famiglia di tennisti, sia il padre Erik che la madre Sondra avevano giocato con successo nei campionati di College statunitensi negli anni ottanta. Inizia a giocare a tre anni colpendo le palline di rovescio nel garage di casa. Cresce sotto gli insegnamenti della madre, con la quale gioca a tennis quasi ogni giorno fino a 15-16 anni, e il suo idolo fin da bambino è stato Gaël Monfils per il suo gioco spettacolare.

## Carriera

### Tra gli juniores
Inizia a giocare nell'ITF Junior Circuit nel marzo 2021 e nel settembre successivo, al suo terzo torneo disputato, vince il titolo in doppio e perde la finale in singolare in un Grade 3 canadese. Ben presto consegue buoni risultati anche in tornei di Grade 1 e Grade A e nel gennaio 2022 perde la finale juniores di doppio agli Australian Open in coppia con Daniel Vallejo. Il primo successo in singolare arriva ad aprile al Grade B1 di Indian Wells, dove vince anche il torneo di doppio. Sempre in doppio raggiunge i quarti di finale al Roland Garros e in coppia con Sebastian Gorzny trionfa a Wimbledon, successo con cui porta il miglior ranking di categoria alla 25ª posizione mondiale. Delude nel suo ultimo impegno da juniores agli US Open in settembre, e chiude l'esperienza dopo aver vinto 1 titolo in singolare e 5 in doppio. Grazie ai brillanti risultati ottenuti, nel dicembre 2022 sottoscrive un impegno per giocare i campionati dei College NCAA con la squadra di tennis dell'Università della Georgia a partire dall'autunno 2023.

### 2022: inizi tra i professionisti e primi titoli ITF
Fa il suo esordio nel circuito professionistico nel marzo 2022 e guadagna i primi punti del ranking ATP raggiungendo i quarti di finale in un torneo ITF M25 statunitense. Perde la sua prima finale ad agosto in doppio in un torneo M15 statunitense; a fine mese fa il suo debutto nel circuito maggiore con una wild card agli US Open assieme a Gorzny, con il quale aveva vinto il torneo di Wimbledon juniores il mese precedente, e vengono eliminati al primo turno. A ottobre disputa il suo primo torneo dell'ATP Challenger Tour a Tiburon, dove elimina il talento emergente Shang Juncheng ed esce di scena al secondo turno. A novembre perde la sua prima finale in singolare in un M15 a Winston-Salem e al successivo M15 di East Lansing alza i primi trofei professionistici vincendo il titolo sia in singolare che in doppio.

### 2023: prima finale ATP, due titoli Challenger, top 100 nel ranking e qualificazione per le Next Generations ATP Finals
Nel gennaio 2023 disputa due finali ITF in singolare e vince quella all'M15 di Edmond. Al Challenger di Cleveland elimina Jack Sock e perde al secondo turno; mentre nel torneo di doppio si spinge fino alle semifinali. Gioca la sua prima finale in un torneo Challenger a fine febbraio a Rome e cede in 2 set a Jordan Thompson dopo aver eliminato Dominik Koepfer e Mats Moraing. Sconfitto in semifinale al Challenger di Wako, perde al primo turno di qualificazione all'Indian Wells Masters e la successiva finale in un ITF M25. Si spinge fino ai quarti al Tallahassee Challenger e torna a mettersi in luce a giugno al Challenger 125 di Nottingham superando il nº 91 ATP Aleksandar Vukic, primo top 100 sconfitto in carriera, ed esce di scena al secondo turno. Fa il suo esordio in singolare nel circuito maggiore superando nelle qualificazioni a Maiorca Daniel Masur e Lloyd Harris, e al primo turno viene sconfitto per 5-7 nel set decisivo da Christopher Eubanks.
Il 16 luglio vince il suo primo titolo Challenger a Chicago, dove nei quarti elimina a sorpresa l'ex nº 4 del mondo Kei Nishikori – che un mese prima era rientrato dopo 20 mesi di inattività per infortunio vincendo subito un titolo Challenger – ha quindi la meglio su Shang Juncheng e sconfigge in finale Yuta Shimizu per 7-5, 6-2, risultato con cui entra nella top 200. Vince il suo primo incontro ATP al successivo torneo sull'erba di Newport superando in rimonta Maxime Cressy, raggiunge quindi la finale con i successi su James Duckworth, sul nº 59 del mondo Mackenzie McDonald e in semifinale sul 4 volte vincitore del torneo John Isner. Nel match che assegna il titolo viene sconfitto da Adrian Mannarino per 2-6, 4-6 e porta il miglior ranking al 140º posto mondiale. poco dopo annuncia il suo passaggio al professionismo e la rinuncia a giocare nei tornei dei College con la squadra dell'Università della Georgia. Continua l'ascesa con il terzo turno all'ATP di Winston-Salem, il secondo agli US Open, e la semifinale persa al Cary Challenger II. A novembre raggiunge altre due finali Challenger, vince quella di Knoxville e perde a Champaign-Urbana, risultati con cui entra per la prima volta in top 100. Si qualifica per le Next Generation ATP Finals, dove esce nel round-robin perdendo i tre incontri disputati.

### 2024: terzo turno agli Australian Open, due finali ATP e 41° in singolare; prima finale Masters 1000 e top 100 in doppio
Agli Australian Open 2024 si spinge fino al terzo turno con la vittoria sul nº 23 ATP Jiří Lehečka e viene eliminato da Alexander Zverev, a fine torneo porta il miglior ranking alla 73ª posizione. Continua a giocare i tornei del circuito maggiore e a raccogliere buoni risultati, in particolare al Los Cabos Open dove concede 5 soli giochi al nº 9 del mondo Alex de Minaur, primo top 10 sconfitto in carriera, prima di perdere nei quarti a Jordan Thompson. Vince i suoi primi incontri in tornei Masters 1000 all'Indian Wells Open e al Miami Open e in entrambi esce di scena al secondo turno. Continua a salire nel ranking con alcuni discreti risultati nei primi tornei su terra battuta, a maggio perde nei quarti di finale al Geneva Open dopo aver eliminato Taylor Fritz. Il mese successivo raggiunge i quarti anche ai Mallorca Championships con le vittorie su Nuno Borges e Mannarino, viene sconfitto da Sebastian Ofner e sale al 55º posto mondiale. Eliminato al primo turno al suo esordio a Wimbledon, disputa come l'anno precedente la finale a Newport grazie al netto successo in semifinale sul rientrante Reilly Opelka e viene sconfitto da Marcos Giron con il punteggio di 7-6, 3-6, 5-7.
Raggiunge per la prima volta il terzo turno in un Masters 1000 al Cincinnati Open e porta il miglior ranking alla 52ª posizione; prende parte anche al torneo di doppio e in coppia con Mackenzie McDonald si spinge a sorpresa fino alla finale, eliminano tra gli altri le teste di serie nº 3 Rajeev Ram / Joe Salisbury, in semifinale i numeri 1 del mondo Marcel Granollers / Horacio Zeballos e cedono per 2-6, 4-6 a Marcelo Arévalo / Mate Pavić. Guadagna 295 posizioni nel ranking di doppio e raggiunge la 118ª. Disputa la prima finale ATP sul cemento in carriera a Winston-Salem e raccoglie tre soli giochi contro Lorenzo Sonego. Sconfitto al secondo turno agli US Open, continua l'ascesa all'ATP Tour 500 dei Japan Open Tennis Championships uscendo nei quarti dopo aver eliminato il nº 12 del mondo Stefanos Tsitsipas; si spinge inoltre fino alla semifinale in doppio assieme ad Alejandro Tabilo, risultati con cui sale al 43° posto nel ranking di singolare e al 97° in doppio. Al secondo turno dello Shanghai Masters cede a Djokovic dopo due tie break. Dopo la semifinale raggiunta al Moselle Open migliora ulteriormente il suo ranking salendo al 41º posto. Prende di nuovo parte alle Next Generation ATP Finals e supera il round robin vincendo tutti e tre gli incontri; perde la semifinale contro Learner Tien al quinto set.

### 2025: quarto turno agli Australian Open e 32° in singolare, 68º in doppio
Inizia il 2025 con discreti risultati e continua a salire nel ranking. Raggiunge per la prima volta il quarto turno in un torneo Slam agli Australian Open e cede in tre set ad Alex de Minaur dopo le grandi vittorie su Stefanos Tsitsipas e sul top 20 Karen Khachanov. Subito dopo esordisce nella squadra statunitense di Coppa Davis superando Wu Tung-Lin nella vittoriosa sfida contro Taipei cinese. Si spinge fino alle semifinali al Delray Beach Open sia in singolare che in doppio migliorando di nuovo in entrambi i ranking, sale al 75º in doppio e la settimana successiva al 32º in singolare. Delude nei Masters di Indian Wells e Miami ed esce nei quarti di finale sulla terra dell'ATP 250 di Houston. Torna a giocare dopo un mese e vince il Challenger 175 dell'Estoril Open, superando in finale in due set Andrea Pellegrino. In coppia con Rajeev Ram arriva in finale allo Stuttgart Open e vengono sconfitti da Santiago González / Austin Krajicek, risultato con cui sale alla 71ª posizione mondiale. Sale alla 68ª dopo i quarti raggiunti all'Halle Open assieme a Karen Khachanov; raggiunge i quarti anche in singolare e viene sconfitto da Medvedev dopo le vittorie su Francisco Cerundolo e Tsitsipas.

## Statistiche

### Singolare

#### Finali perse (3)
| Legenda              |
| Grande Slam (0)      |
| ATP Finals (0)       |
| ATP Masters 1000 (0) |
| ATP Tour 500 (0)     |
| ATP Tour 250 (3)     |

| N. | Data           | Torneo                            | Superficie | Avversario in finale | Punteggio        |
| 1. | 23 luglio 2023 | Hall of Fame Open, Newport        | Erba       | Adrian Mannarino     | 2–6, 4–6         |
| 2. | 21 luglio 2024 | Hall of Fame Open, Newport (2)    | Erba       | Marcos Giron         | 7–6(4), 3–6, 5–7 |
| 3. | 24 agosto 2024 | Winston-Salem Open, Winston-Salem | Cemento    | Lorenzo Sonego       | 0–6, 3–6         |

### Doppio

#### Finali perse (2)
| Legenda doppio       |
| Grande Slam (0)      |
| ATP Finals           |
| ATP Masters 1000 (1) |
| ATP Tour 500 (0)     |
| ATP Tour 250 (1)     |

| N. | Data           | Torneo                      | Superficie | Compagno           | Avversari in finale               | Punteggio |
| 1. | 19 agosto 2024 | Cincinnati Open, Cincinnati | Cemento    | Mackenzie McDonald | Marcelo Arévalo Mate Pavić        | 2–6, 4–6  |
| 2. | 16 giugno 2025 | Stuttgart Open, Stoccarda   | Erba       | Rajeev Ram         | Santiago González Austin Krajicek | 4-6, 4-6  |

### Tornei minori

#### Singolare

##### Vittorie (5)
| Legenda tornei minori |
| Challenger (3)        |
| ITF (2)               |

| N. | Data             | Torneo                            | Superficie  | Avversari in finale | Punteggio     |
| 1. | 16 luglio 2023   | Chicago Men's Challenger, Chicago | Cemento (i) | Yuta Shimizu        | 7–5, 6–2      |
| 2. | 12 novembre 2023 | Knoxville Challenger, Knoxville   | Cemento (i) | Denis Kudla         | 7–5, 4–6, 6–2 |
| 3. | 4 maggio 2025    | Estoril Open, Estoril             | Terra rossa | Andrea Pellegrino   | 6-4, 6-4      |

##### Finali perse (5)
| Legenda tornei minori |
| Challenger (2)        |
| ITF (3)               |

| N. | Data             | Torneo                                 | Superficie  | Avversari in finale | Punteggio |
| 1. | 26 febbraio 2023 | Georgia's Rome Challenger, Rome        | Cemento (i) | Jordan Thompson     | 4–6, 2–6  |
| 2. | 19 novembre 2023 | Champaign-Urbana Challenger, Champaign | Cemento (i) | Patrick Kypson      | 4–6, 3–6  |

## Vittorie contro giocatori top-10
| Stagione | 2024 | 2025 | Totale |
| Vittorie | 1    | 1    | 2      |

| 2024 |                 |    |                           |         |    |                  |
| 1.   | Alex de Minaur  | 10 | Los Cabos Open, Los Cabos | Cemento | 2T | 6–4, 6–1         |
| 2025 |                 |    |                           |         |    |                  |
| 2.   | Lorenzo Musetti | 10 | Canadian Open, Toronto    | Cemento | 3T | 3-6, 7-6(4), 6-4 |